# ストーレ・ソルバッケン
ストーレ・ソルバッケン（Ståle Solbakken, 1968年2月27日 - ）は、ノルウェー・コングスビンゲル出身の元サッカー選手である。元ノルウェー代表。現役時代のポジションはミッドフィルダー。現サッカー指導者である。
選手としては、1995年に国内リーグの最優秀MFに輝き、デンマーク1部のオールボーBKとFCコペンハーゲンでそれぞれ1999年と2001年にリーグ優勝を果たした。ノルウェー代表では90年代終わりまで58試合9得点を記録し、その間に1998 FIFAワールドカップとUEFA EURO 2000の一員だった。その後、心筋梗塞により2001年3月に現役引退を余儀なくされた。
監督としては、2004年に国内リーグの最優秀監督に輝き、選手時代を過ごしたコペンハーゲンで5度のリーグ優勝を果たした。その後、2011-12シーズンにドイツ1部の1.FCケルンの監督に就任するも僅か半年の短期政権に終わり、2012年7月にイングランド2部のウルヴァーハンプトン・ワンダラーズFCへ移動した。

## クラブ経歴

### ノルウェー
ソルバッケンは、下位リーグに所属する地元のGrue ILでキャリアを始め、5季在籍後の1989年に2部のハムカムと契約。1990年にはクラブ最多の9得点を挙げ、翌1991年には14得点を挙げ1部昇格に貢献した。昇格1季目は順位は良くなかったものの残留に成功し、1993年には5位と躍進した。
1994年に同リーグのリールストロムSKと契約し、2位でシーズンを終えた。翌シーズンは4位に終わったものの、個人でのパフォーマンスは素晴らしく、クニクセン・アワードの最優秀MFに輝いた。その後、主将に任命されるも1997年まで在籍したリールストロムではリーグタイトルを獲得出来ず、1994年と1996年の準優勝が最高位だった。

### デンマーク
1997年10月に移籍金25万ポンドでイングランド1部のウィンブルドンFCと契約。ウィンブルドンでは6試合でウェストハム・ユナイテッドFC戦での1得点を記録し、2度マン・オブ・ザ・マッチに選出されていたが、ジョー・キニアー（en）監督と衝突したことで短期の在籍に終わった。
1998年3月にデンマーク1部のオールボーBKへ売却され、クラブの主将に就任したソルバッケンは、1998-99シーズンにリーグ優勝のみにとどまらず、デンマーク・カップ決勝までクラブを導いた。
2000年8月に同リーグのFCコペンハーゲンと契約。すぐさま地位を確立し、クラブを首位に押し上げることに奮闘していたが、その最中で2001年3月に心臓発作に倒れ、シーズンを最後まで戦い抜くことが出来なかった。最終的にクラブはリーグを制し、選手として2度目となるリーグタイトルを獲得した。

### 心筋梗塞
2001年3月13日の練習中に心筋梗塞を起こして倒れる。クラブの医師Frank Odgaardにより心臓マッサージをする中、8分後に救急車が到着するも臨床的に死亡が確認されたが、それから7分後に病院に向かう救急車の中で心臓が動きだし、病院到着後は生命維持装置に置かれ26時間後に意識が回復した。
一命をとりとめたソルバッケンは、現在ペースメーカーを装着しながら生活をしている。この心臓疾患の原因は生まれ持ってのものだったことが判明し、直後に医師のアドバイスにより現役引退を表明した。

## 代表経歴
1994年3月9日にウェールズとの親善試合（3-1勝利）でノルウェー代表初出場を飾る。同年の1994 FIFAワールドカップの一員には選出されなかったが、大会終了後ほどなくして定位置を確保した結果、1998 FIFAワールドカップの一員に選出され、グループリーグの2試合（モロッコ戦とスコットランド戦）とベスト16のイタリア戦に出場した。
次の主要大会であるUEFA EURO 2000では、本大会直前に負傷した影響でグループリーグ最終戦にして敗退が決定したスロベニア戦（0-0）のみの出場となった。敗退決定後に32歳で代表引退を表明。ノルウェー代表として合計58試合9得点を記録した。

## 監督経歴

### ハマルカメラテネ
2001年12月14日にU-18ノルウェー代表のアシスタントとして指導者としてのキャリアを始めた。2003年からは2部に所属する古巣ハマルカメラテネの監督に就任すると、2004年にクラブをリーグ優勝及び1部昇格に導き、成功を収めた。それ以来、自身の"復活 resurrection"とハムカムの"救済 salvation"（つまり昇格）から、しばしばノルウェーメディアに"Ståle Salvatore"の愛称で呼ばれた。翌2004年には、1部の舞台で5位に導いた手腕が評価され年間最優秀監督賞を受賞。2005年後半に古巣FCコペンハーゲンの監督に任命された。

### コペンハーゲン
就任後最初の数年で2006年と2007年でリーグ2連覇を達成し、さらに2006年にはロイヤルリーグのタイトルを獲得。2006年8月23日に予選3回戦でアヤックス・アムステルダムから大金星を挙げ、クラブは本大会進出を果たす。グループステージではマンチェスター・ユナイテッドFCを1-0で下す予想外の勝利をものにしたが、最終的に最下位で大会を終了した。
2009年2月16日には、マンチェスター・シティFCとのUEFAカップ 2008-09戦前のインタビューで、マンチェスター・シティがカカに対して移籍金1億ポンド以上のオファーを出したことを例に挙げ、これほどまでの金額を提示するのは"サッカーを破壊する"と主張。最終的に試合は2試合合計3-4でコペンハーゲンが破れ敗退が決定した。一方、リーグ戦では同年5月にリーグとデンマーク・カップのを制し、クラブ史上9度目の2冠に導いた。コペンハーゲンで成功を収めている中での2009年11月3日に2011年6月30日までの現行の契約を延長しないことを発表。その代わり、2012年1月からUEFA EURO 2012予選へ向けてノルウェー代表監督就任が内定し、記者会見まで行ったが、最終的に指揮を執ることは夢に終わった。
2010年12月7日にUEFAチャンピオンズリーグ 2010-11グループリーグでパナシナイコスFCを下し、コペンハーゲン、そしてデンマークのクラブ史上初となるベスト16進出に導いた。

### ケルン
前述のとおり、2012年1月からエギル・オルセン（en）監督の後釜としてノルウェー代表監督就任が内定していたものの、突如として2011年5月14日にフランク・シェーファー（de）監督後に暫定監督を務めていたスポーツ・ディレクターのフォルカー・フィンケ監督が指揮するドイツ1部の1.FCケルンの監督に就任することが発表された。これに対しソルバッケンは、"物議を醸す決定だとは承知している。しかし、世界の主要4リーグの1つで指揮出来る機会を拒否することは難しい。自分自身に正直にならなければ、残りの人生で後悔する。"と釈明。また、ケルン側はノルウェーサッカー協会に補償として40万ユーロを支払い、ソルバッケンの契約を買ったことが報告された。ちなみに、ノルウェー代表監督にはそのままオルソン監督が指揮を執り続けることになった。
ケルンでの最初の試合となった2011年7月31日にDFBポカール1回戦のSCヴィーデンブリュック（en）戦で勝利を収めるも、リーグ戦での勝利は第4節まで待つことになった。冬の中断期間までクラブは10位だったものの、後半戦に入ると急落し残留争いに巻き込まれることになった。この間に選手補強を巡ってスポーツディレクターのフィンケと反目する他、ピッチ内外で様々な負の事件が連鎖する事態となり、後にソルバッケンは"イエスとジョゼ・モウリーニョと共に今年は苦労させられた"と皮肉を言った。
1.FSVマインツ05戦（0-4）で破れ、順位を16位に落としたことで2012年4月12日に解任された。クラブは、前任者のシェーファー監督を呼び戻すも、4試合目のバイエルン・ミュンヘン戦で敗北したことで17位で2部降格が決定した。

### ウルヴァーハンプトン
2012年5月11日に7月1日からテリー・コナー（en）監督の後任としてウルヴァーハンプトン・ワンダラーズFCの監督に就任することが決定。2011-12シーズン終了時に2部に降格したクラブの指揮を執ることになったソルバッケンは、最初の指揮となったフットボールリーグカップのオールダーショット・タウンFC戦でPK戦の末に退けた。リーグ戦では一時3位と躍進していたが、徐々に不振に陥り、年をまたぐと18位となった。FAカップで下位リーグのルートン・タウンFCに敗戦したことで公式戦4連敗となり、2013年1月5日に解任が言い渡された。

### コペンハーゲン復帰
2013年8月21日、2年ぶりにコペンハーゲンの監督に復帰することが決定した。

## 代表歴

### 出場大会
- ノルウェー代表
  - 1998 FIFAワールドカップ

### 試合数
- 国際Aマッチ 58試合 9得点（1994年-2000年）[25]

| ノルウェー代表 | 国際Aマッチ | 国際Aマッチ |
| 年             | 出場        | 得点        |
| -------------- | ----------- | ----------- |
| 1994           | 2           | 0           |
| 1995           | 13          | 0           |
| 1996           | 6           | 3           |
| 1997           | 11          | 3           |
| 1998           | 10          | 1           |
| 1999           | 8           | 1           |
| 2000           | 8           | 1           |
| 通算           | 58          | 9           |

## 監督成績
2020年10月4日現在
| クラブ                             | 就任           | 退任           | 記録 | 記録 | 記録 | 記録 | 記録   |
| クラブ                             | 就任           | 退任           | 試   | 勝   | 分   | 敗   | 勝率   |
| ---------------------------------- | -------------- | -------------- | ---- | ---- | ---- | ---- | ------ |
| ハマルカメラテネ                   | 2002年11月26日 | 2005年12月31日 | 82   | 37   | 21   | 24   | 045.12 |
| コペンハーゲン                     | 2006年1月1日   | 2011年5月15日  | 252  | 153  | 47   | 52   | 060.71 |
| ケルン                             | 2011年5月15日  | 2012年4月12日  | 32   | 9    | 5    | 18   | 028.13 |
| ウルヴァーハンプトン・ワンダラーズ | 2012年7月1日   | 2013年1月5日   | 30   | 10   | 5    | 15   | 033.33 |
| コペンハーゲン                     | 2013年8月21日  | 2020年10月10日 | 357  | 203  | 77   | 77   | 056.86 |
| 合計                               | 合計           | 合計           | 753  | 412  | 155  | 186  | 054.71 |

## タイトル
選手時代
クラブ
オールボーBK
- デンマーク・スーペルリーガ : 1998-99

FCコペンハーゲン
- デンマーク・スーペルリーガ : 2000-01

個人
- クニクセン・アワード（英語版）年間最優秀MF部門 : 1995

指導者時代
クラブ
FCコペンハーゲン
- ロイヤルリーグ : 2005-06
- デンマーク・スーペルリーガ : 2005-06, 2006-07, 2008-09, 2009-10, 2010-11, 2015-16, 2016-17, 2018-19
- デンマーク・カップ : 2008-09, 2014-15, 2015-16, 2016-17

個人
- クニクセン・アワード（英語版）年間最優秀監督部門 : 2004
- デンマーク・スーペルリーガ年間最優秀監督賞 : 2007, 2011